# Tylko haj
Tylko haj (zapis stylizowany: tylko haj.) – minialbum polskich piosenkarzy Dawida Podsiadły i Kaśki Sochackiej. Wydawnictwo ukazało się 6 czerwca 2025 nakładem wytwórni muzycznej Pur Pur w dystrybucji Sony Music Entertainment Poland.
Minialbum jest utrzymany w stylu muzyki pop i składa się z wersji standardowej (1 CD).
Wydawnictwo zadebiutowało na 1. miejscu polskiej listy sprzedaży – OLiS.
Nagrania były promowane singlami: „Samoloty” i „Nadprzestrzenie”.

## Lista utworów
Opracowano na podstawie materiału źródłowego.
| Tylko haj – Wersja standardowa | Tylko haj – Wersja standardowa | Tylko haj – Wersja standardowa              | Tylko haj – Wersja standardowa                           | Tylko haj – Wersja standardowa |
| Nr                             | Tytuł utworu                   | Słowa                                       | Muzyka                                                   | Długość                        |
| ------------------------------ | ------------------------------ | ------------------------------------------- | -------------------------------------------------------- | ------------------------------ |
| 1.                             | „Mosty”                        | Dawid Podsiadło, Katarzyna Sochacka-Kasznia | Dawid Podsiadło, Katarzyna Sochacka-Kasznia, Tobias Kuhn | 3:20                           |
| 2.                             | „Samoloty”                     | Dawid Podsiadło, Katarzyna Sochacka-Kasznia | Dawid Podsiadło, Katarzyna Sochacka-Kasznia, Tobias Kuhn | 4:04                           |
| 3.                             | „W kilometrach”                | Dawid Podsiadło, Katarzyna Sochacka-Kasznia | Dawid Podsiadło, Katarzyna Sochacka-Kasznia, Tobias Kuhn | 3:35                           |
| 4.                             | „Tylko haj”                    | Dawid Podsiadło, Katarzyna Sochacka-Kasznia | Dawid Podsiadło, Katarzyna Sochacka-Kasznia, Tobias Kuhn | 4:26                           |
| 5.                             | „Boysboysboys”                 | Dawid Podsiadło, Katarzyna Sochacka-Kasznia | Dawid Podsiadło, Katarzyna Sochacka-Kasznia, Tobias Kuhn | 3:29                           |
| 6.                             | „Nadprzestrzenie”              | Dawid Podsiadło, Katarzyna Sochacka-Kasznia | Dawid Podsiadło, Katarzyna Sochacka-Kasznia, Tobias Kuhn | 4:33                           |
| 7.                             | „Kid”                          | Dawid Podsiadło, Katarzyna Sochacka-Kasznia | Dawid Podsiadło, Katarzyna Sochacka-Kasznia, Tobias Kuhn | 4:36                           |
|                                |                                |                                             |                                                          | 28:03                          |

Uwagi:
- We wszystkich utworach tytuły piosenek są stylizowane na wszystkie małe litery.
- W utworze „Tylko haj” tytuł piosenki jest stylizowany na „tylko haj.”.

## Pozycje na listach sprzedaży

### Pozycje na listach tygodniowych
| Kraj   | Lista (2025)             | Najwyższa pozycja |
| ------ | ------------------------ | ----------------- |
| Polska | OLiS – albumy            | 1                 |
| Polska | OLiS – albumy fizycznie  | 1                 |
| Polska | OLiS – albumy w streamie | 2                 |